# Саблинка
Саблинка (рус. Саблинка) река је на северозападу европског дела Руске Федерације. Протиче преко територије Тосњенског рејона Лењинградске области . Лева је притока реке Тосне и део сливног подручја реке Неве и Балтичког мора.
Укупна дужина водотока је 22 km, док је површина сливног подручја око 73,5 km².
Протиче кроз варошицу Уљановку, некадашњи Саблино, варошицу која је 1923. преименована на садашњи назив у част Владимира Илича Лењина.
Уз доњи ток реке Саблинке налази се споменик природе Саблињски, заштићено подручје са бројним историјским и природним локалитетима који се налазе под заштитом државе због своје специфичности. На реци се налази Саблињски водопад висине око 3,5 метара у просеку.